# Nuno-Mogue-Lau
Nuno-Mogue-Lau (Nunu-Mogue Lau, Nonomoguelao) ist eine osttimoresische Aldeia im Suco Nuno-Mogue (Verwaltungsamt Hatu-Builico, Gemeinde Ainaro). 2015 lebten in der Aldeia 413 Menschen.

## Geographie und Einrichtungen
Die Aldeia Nuno-Mogue-Lau liegt im Süden von Nuno-Mogue. Westlich befindet sich die Aldeia Hato-Seraquei, nördlich die Aldeia Tucaro und östlich die Aldeia Lebulau. Im Süden grenzt Nuno-Mogue-Lau an den Suco Mauchiga. Der Belulik bildet den Grenzfluss zu Mauchiga. Der Gourete, ein Nebenfluss des Belulik, folgt der Grenze zu Manutaci. Durch den Süden von Nuno-Mogue-Lau führt die Überlandstraße von Ainaro nach Dili. An ihr liegt das Dorf Nuno-Mogue-Lau. Das Dorf dehnt sich weiter nach Norden aus.
In Nuno-Mogue-Lau befindet sich eine Grundschule.